# 亮麗鯛
亮麗鯛，為輻鰭魚綱鱸形目隆頭魚亞目慈鯛科的其中一種，分布於非洲坦干伊喀湖流域，體長可達5.5公分，棲息在泥底質的深水域，成小群活動，居住在蝸牛殼，生活習性不明，可作為觀賞魚。